# The Scarab Ring
The Scarab Ring è un film muto del 1921 diretto da Edward José e interpretato da Alice Joyce: una donna viene accusata di omicidio quando il suo anello è trovato accanto al corpo della vittima di un delitto. La sceneggiatura di C. Graham Baker si basa su The Desperate Heritage, racconto di Harriet Gaylord di cui non è nota la data di pubblicazione.

## Trama

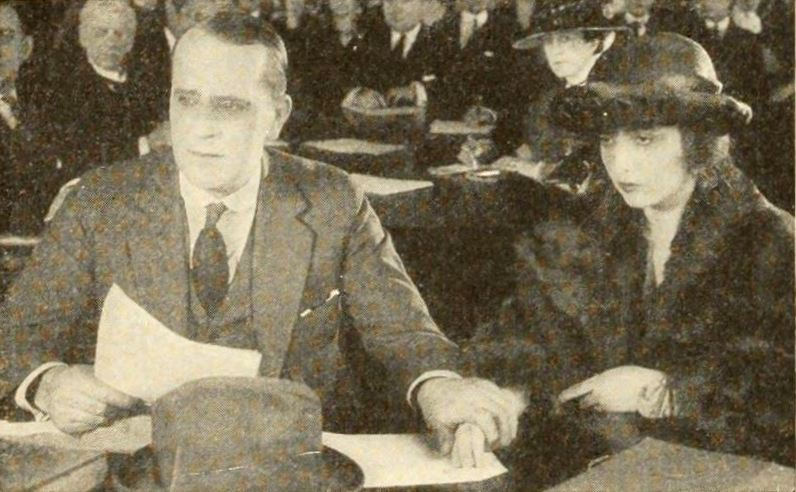
Il processo

Constance Randall viene a sapere dal padre in punto di morte che lui si è reso complice di un crimine e, per questo motivo, è stato ricattato. La donna giura al padre di non rivelarlo alla sorella minore Muriel, ma viene ricattata pure lei da Hugh Martin che la minaccia di dire tutto se non potrà sposare Muriel. Quando Martin viene trovato morto, un anello a forma di scarabeo simile a quello di Constance viene trovato accanto al suo cadavere. La donna viene accusata ma poi è assolta per insufficienza di prove. In realtà, è stata proprio Constance a uccidere Martin, per difendersi da una sua aggressione: quando lei confessa il delitto a Ward, il suo amante, lui la perdona e lei accetta di sposarlo

## Produzione
Il film venne prodotto dalla Vitagraph.

## Distribuzione
Il copyright del film, richiesto dalla Vitagraph Co. of America, fu registrato il 5 maggio 1921 con il numero LP16483.

Distribuito dalla Vitagraph, il film uscì nelle sale statunitensi nel giugno del 1921. In Portogallo, dove venne presentato il 10 luglio 1924, prese il titolo O Escaravelho de Oiro.
Non si conoscono copie ancora esistenti della pellicola che viene considerata presumibilmente perduta.